# Shū Hiramatsu
Shū Hiramatsu (jap. 平松 宗 Hiramatsu Shū; ur. 20 listopada 1992) – japoński piłkarz występujący na pozycji napastnika. Obecnie występuje w Albirex Niigata.

## Kariera klubowa
Od 2015 roku występował w klubach Albirex Niigata i Mito HollyHock.